# Panung

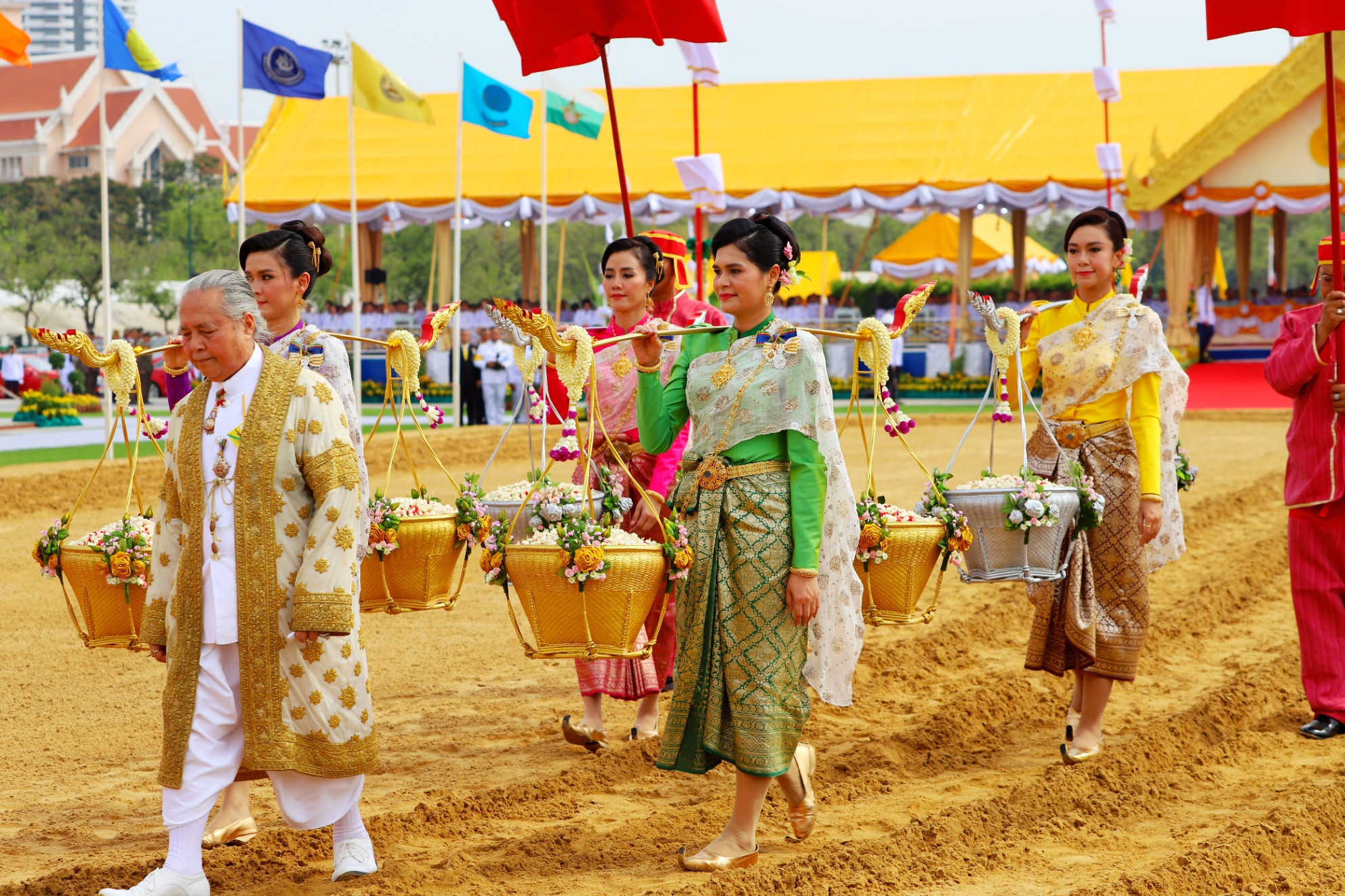
Thailändische Frauen in Panungs während einer Zeremonie, 2019

Das Panung, auch Pha(a) Nung (thailändisch ผ้านุ่ง, RTGS pha nung [pʰâː nûŋ], deutsch ‚auf der Hüfte getragenes Kleidungsstück‘), ist in Thailand ein traditioneller Wickelrock unabhängig vom Geschlecht.

## Beschreibung
Das Panung besteht aus einem rechteckigen Stück Gewebe, meist aus Seide oder Baumwolle, das von der Taille bis unter die Knie reichend um den Körper geschlungen wird. Die Panungs in der Sammlung des Queen Sirikit Museum of Textiles in Bangkok sind zwischen 63 und 87 Zentimeter breit und zwischen 67 und 94 Zentimeter lang. Vorne wird der Rock meist in mehrere Falten (jeeb) gelegt. Für den Alltag werden die Enden des Tuches ähnlich einem Dhoti zwischen den Beinen hindurchgezogen. Diese aus Kambodscha stammende Kleidungsvariante wird Chong Kraben genannt.

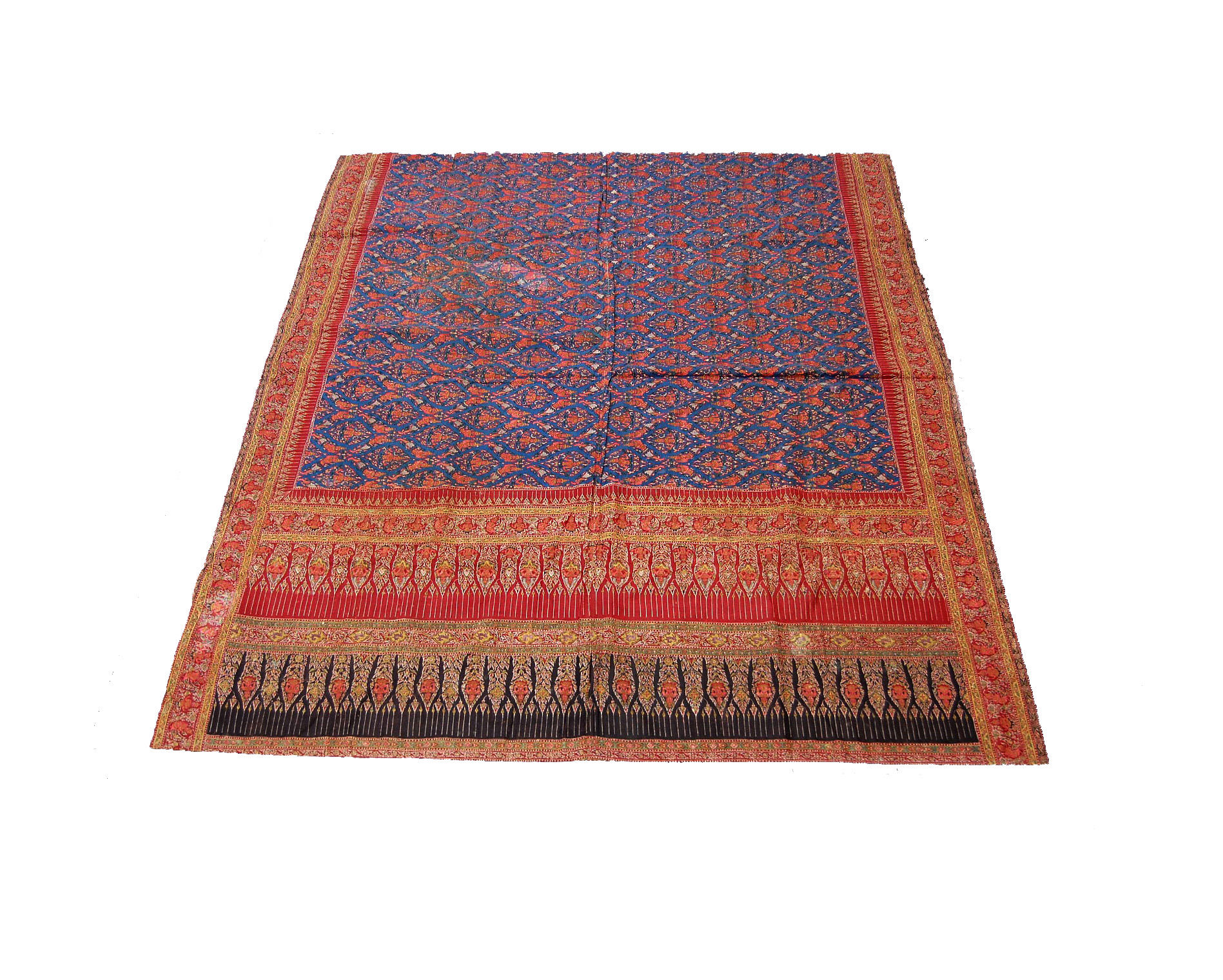
Panung, in Indien für den thailändischen Markt gefertigt, ca. 18. bis frühes 19. Jahrhundert, Metropolitan Museum of Art

In Nordthailand (ehemals Königreich Lan Na) tragen die Frauen der Tai Yuan und der Lao und Isan als eine Variante des Panung einen etwas kürzeren Wickelrock, der Phasin (pha sinh) genannt wird. Panungs können von Frauen mit einem schalähnlichen Textil namens Sbai (sabai) kombiniert werden, das diagonal über der Brust liegt und am Rücken lose herabhängt.

## Geschichte
Thailändische Kleidung wurde stark durch Indien beeinflusst, so auch das Panung. Das Kleidungsstück entstand in der Ayutthaya-Periode.
Seit der Herrschaft von König Rama IV. Mitte des 19. Jahrhunderts bestand die Kleidung der Thais in Siam aus Panung und pha hom (für den oberen Körperteil), wobei Frauen aus Gründen der Praktikabilität im Alltag empfohlen wurde, Chong Kraben zu tragen. Unter seinem Nachfolger König Chulalongkorn kamen viktorianische Oberteile mit hohen Krägen, Spitze und Puffärmeln in Mode, die von vielen Frauen mit traditionellen Kleidungsstücken kombiniert wurden.
Im 20. Jahrhundert suchte Königin Sirikit nach einer modernen Form thailändischer Kleidung. Sie entwickelte acht Kleidervarianten, die alle eine Form des Panung enthielten.
Am Ende des 20. Jahrhunderts wurde das Panung zusammen mit anderer traditioneller Kleidung meist nur noch zu offiziellen Anlässen, z. B. zu Hochzeiten, getragen, oder von älteren Frauen auf dem Land. Im 21. Jahrhundert kam in Bangkok unter jungen Leuten ein neues Interesse an traditioneller thailändischer Kleidung auf.